# Halbstadt (Omsk)
Halbstadt (russisch Гольбштадт, Golbschtadt) ist ein Dorf (derewnja) in der Oblast Omsk (Russland). Es liegt im Rajon Moskalenski und gehört zur Landgemeinde Jekaterinowka (Jekaterinowskoje selskoje posselenije).

## Geographie
Das Dorf liegt etwa zwei Kilometer südwestlich der Ortsmitte des Rajonzentrums Moskalenki und schließt fast unmittelbar an dieses an. Der Gemeindesitz Jekaterinowka befindet sich gut fünf Kilometer westlich. Das Dorf besteht aus einer Straße, der Zentralnaja uliza (Zentralstraße).

## Geschichte
Halbstadt wurde im Jahre 1907 von Siedlern aus der Schwarzmeerregion und der Kolonie Belowesch im Gouvernement Tschernigow gegründet.

## Bevölkerungsentwicklung
| Jahr | Einwohner |
| ---- | --------- |
| 1920 | 251       |
| 1926 | 199       |
| 1970 | 295       |
| 1979 | 261       |
| 1989 | 268       |
| 2010 | 246       |

Anmerkung: 1926–2010 Volkszählungsdaten